# Xylophanes pluto
Xylophanes pluto är en fjärilsart som beskrevs av Fabricius 1777. Xylophanes pluto ingår i släktet Xylophanes och familjen svärmare. Inga underarter finns listade i Catalogue of Life.

## Bildgalleri

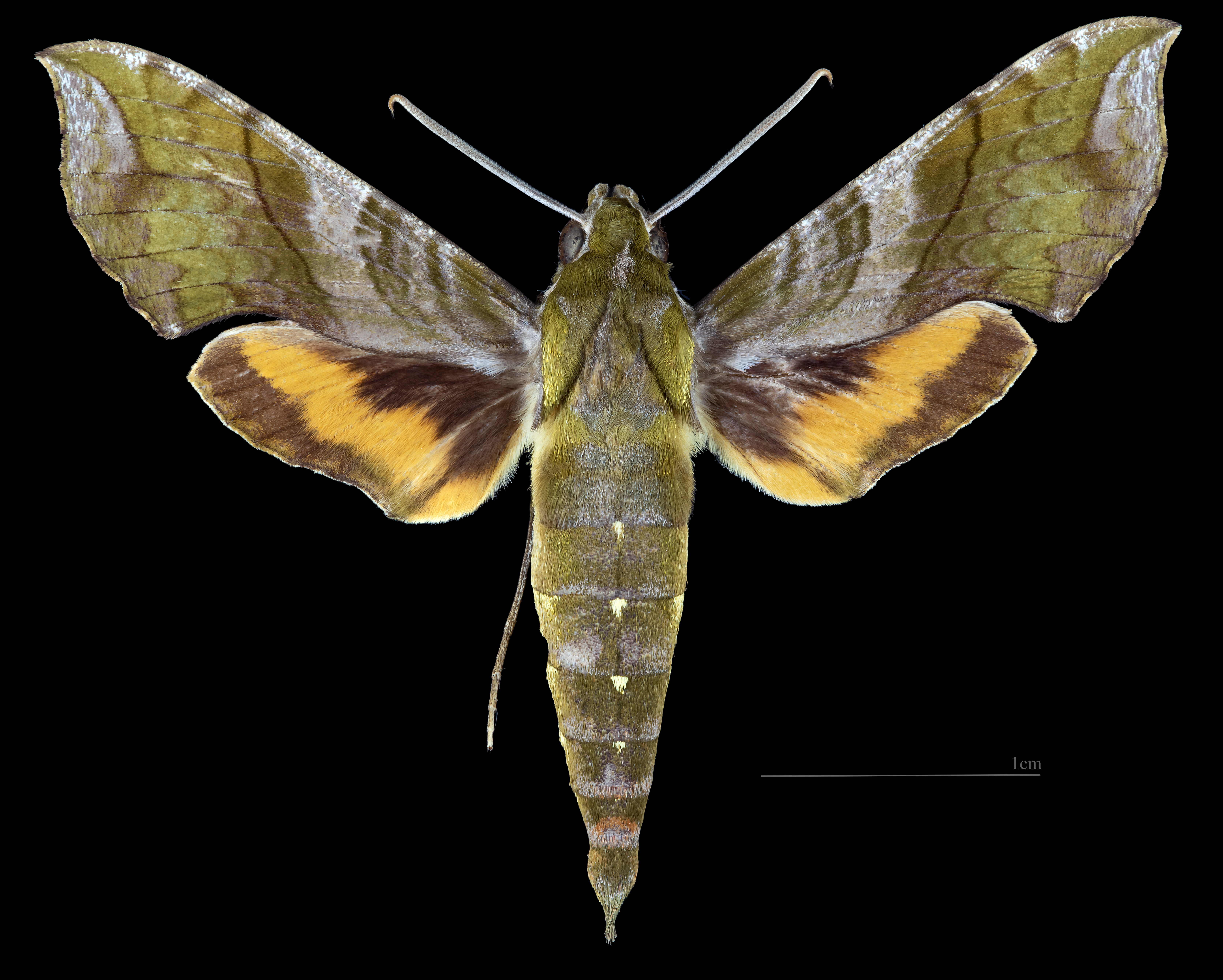
Xylophanes pluto ♂
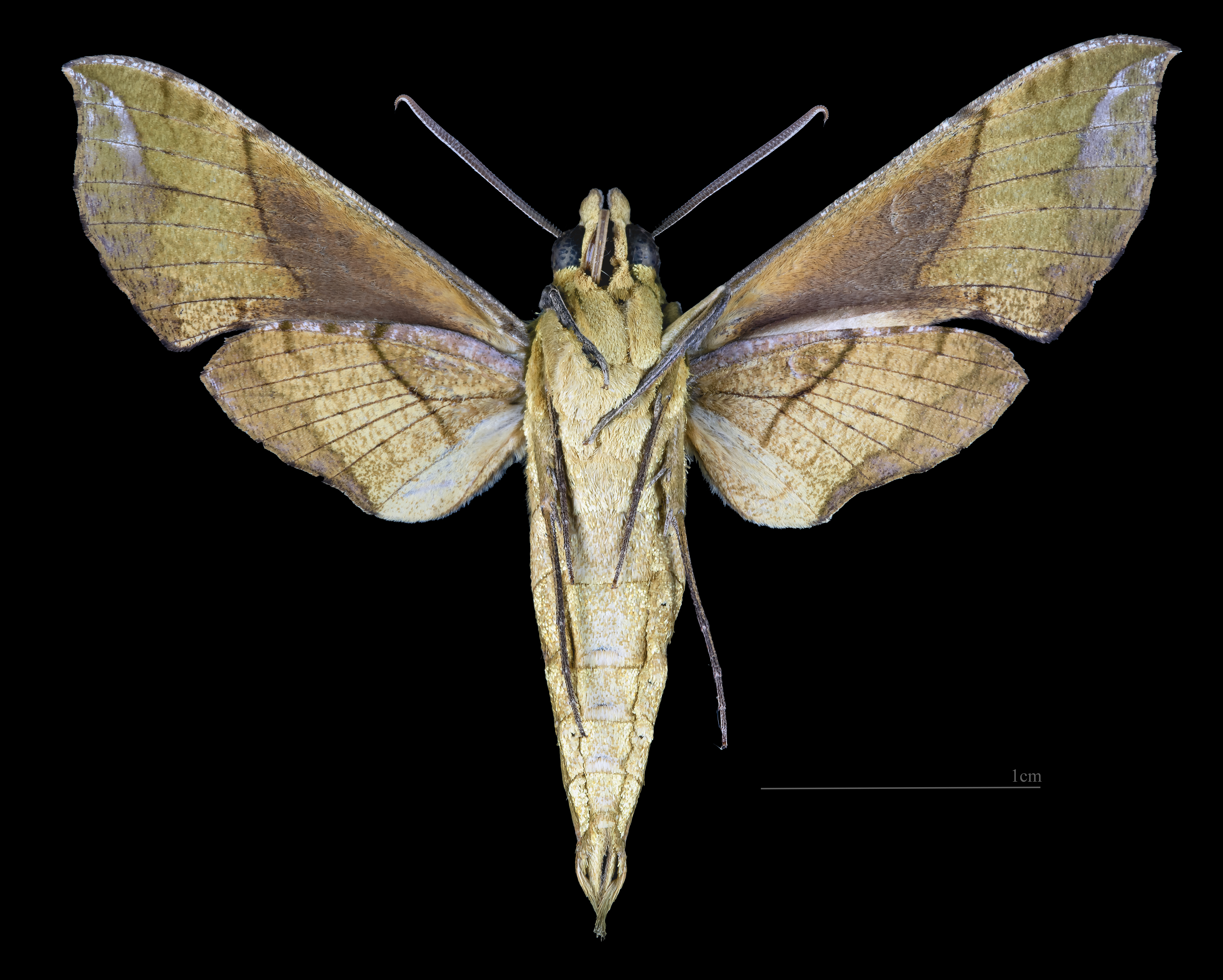
Xylophanes pluto ♂   △
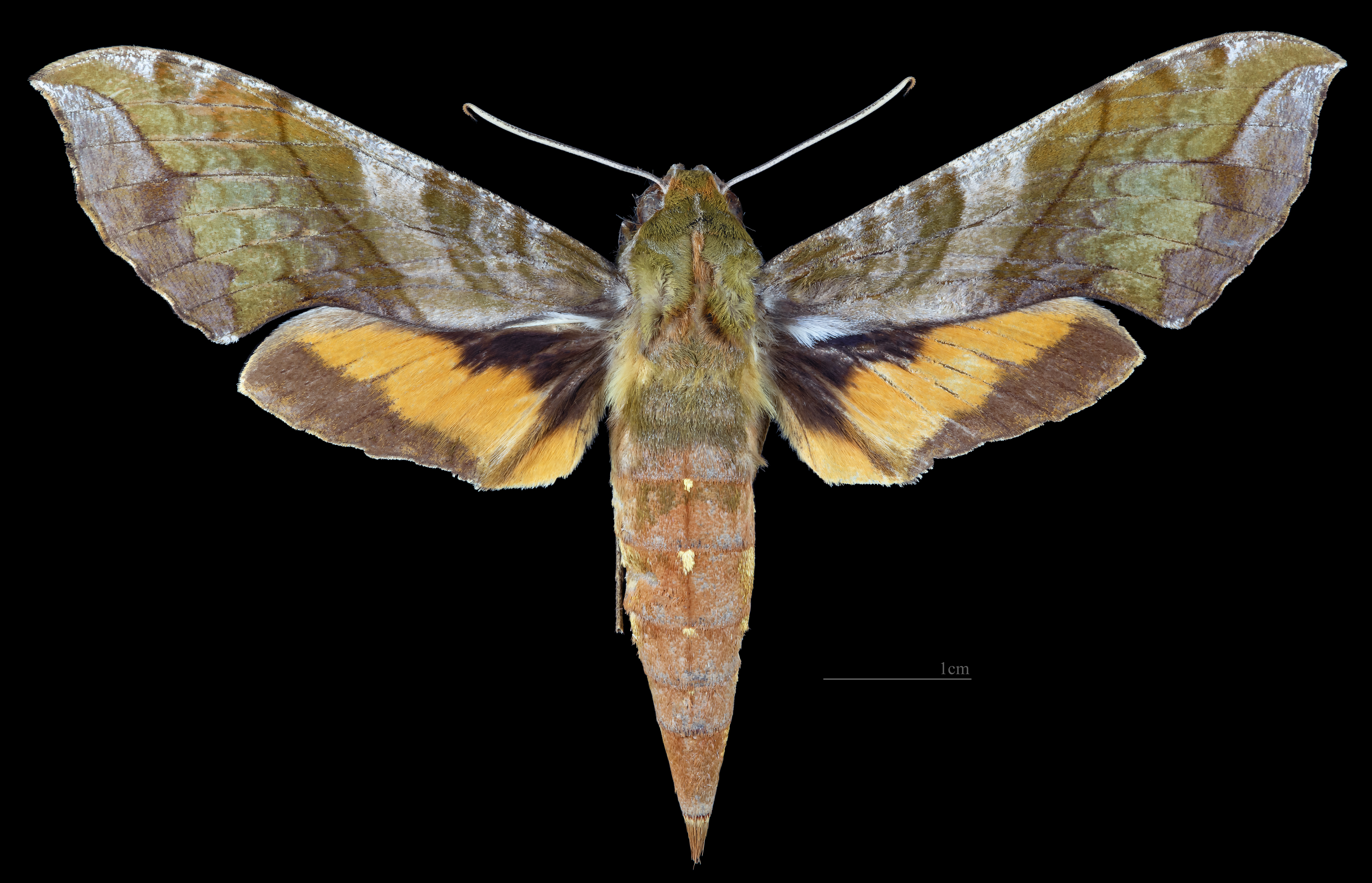
Xylophanes pluto   ♀
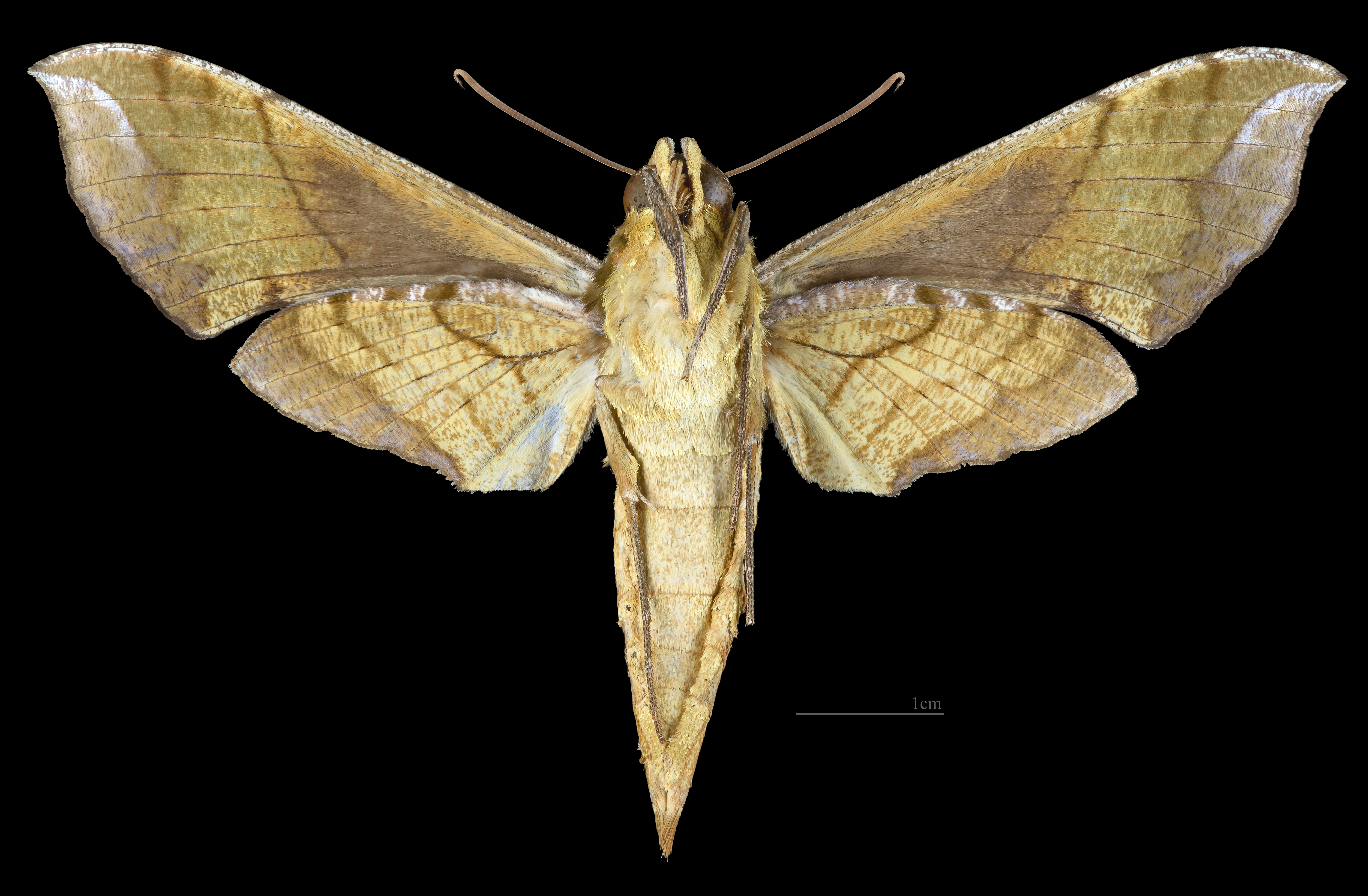
Xylophanes pluto   ♀ △